# Gabriel Terra
Gabriel Terra (1873. augusztus 1. – 1942. szeptember 15.) Uruguay elnöke 1931-től 1938-ig.

## Fiatalkora
Montevideóban született egy gazdag családban. 1895-ben végzett az Uruguayi Egyetemen, majd később ezen az egyetemen lett tanár.
Karrierjét a Colorado Párt tagjaként kezdte el José Batlle y Ordóñez elnöksége alatt számos kormányzati szerepben. 1925-től ipari és munkaügyi miniszter volt.

## Uruguay elnökeként
Az 1930-as kongresszusi választás után 1931. március 1-jén lett elnök. Kezdettől fogva ellenezte az 1918-as alkotmányt. 1933. március 31-én a rendőrség, sógorának, Alfredo Baldomirnak vezetésével, valamint a hadsereg és a nemzeti párt többségi szektora, Luis Alberto de Herrera segítségével hozta össze a puccsot. A Parlament feloszlott, és beszüntette az Országos Igazgatási Tanács működését, amely 1919-ben felállította az ellenőrzéseket és egyensúlyt. Ezt hamarosan követte az alkotmány teljes eltörlése, a sajtó cenzúrája és az állami hatáskörök egyesítése az elnökséggel. Konzervatív, autoritárius és illiberális jellegű kormányt állított fel a Batllismo és a baloldal ellenében. Új alkotmányt hozott létre 1934-ben, és felvette magát a választásokra. A puccs által megnyitott időszak a Terra Diktatúra.
Különösen 1933 után, Terra elmélyült politikai kapcsolatban állt a saját nemzeti pártja (Uruguay) ellenzőjével, Dr. Luis Alberto de Herrerával. Terra durván és diktatórikusan uralkodott, de folytatta az elődje által megkezdett szociális reformok többségét.
1934-ben és 1935-ben feszült volt az uruguayi politikai közhangulat, de a lázadási kísérletek kudarcot vallottak, így például az 1935-ös forradalmi puccs is. Az esemény legfőbb konfrontációja a Paso Morlan-csata volt 1935. február 28-án, amelyet gyorsan elnyomtak a rendőri erők. Paso Morlant 70 politikai fogoly letartóztatása, és száműzetése követte.

## Családja
Az unokaöccse, Horacio Terra Arocena szenátorként szolgált. A nála idősebb unokaöccse, Juan Pablo Terra szintén szenátor volt.